# John Houseman

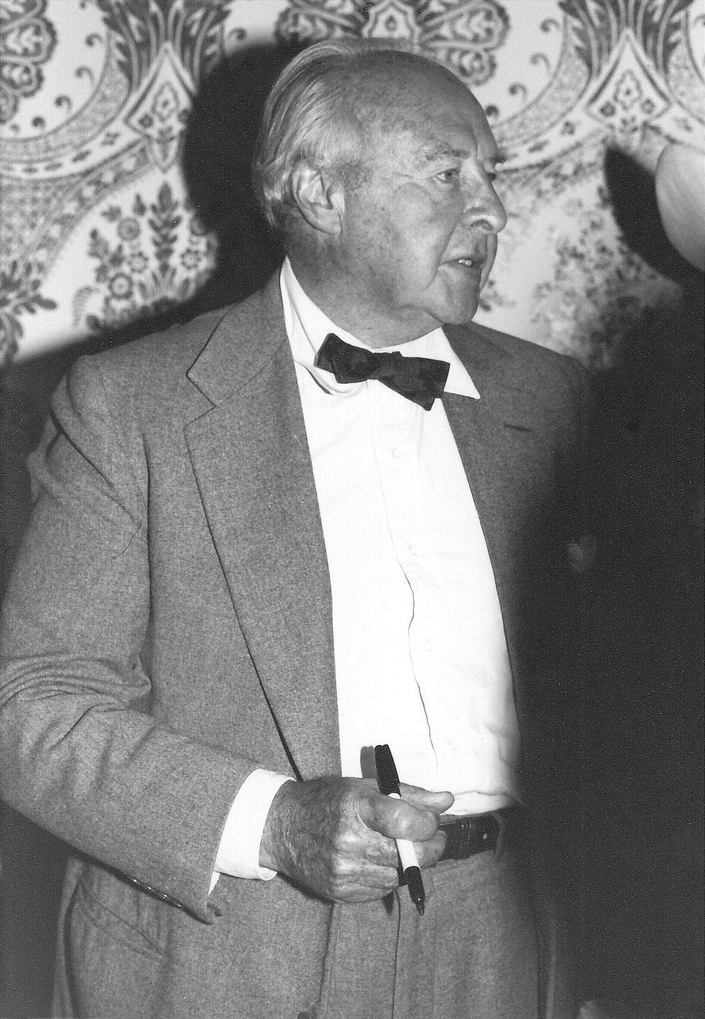
John Houseman, 1979.

John Houseman, ursprungligen Jacques Haussmann, född 22 september 1902 i Bukarest, Rumänien, död 31 oktober 1988 i Malibu, Kalifornien, var en amerikansk skådespelare, manusförfattare och producent.

## Karriär
Housemans far var elsassare och hans mor engelska. Han fick sin utbildning i England och for sedan till USA. Där grundade Houseman 1937 tillsammans med Orson Welles den berömda Mercury Theatre, och de två skrev även tillsammans manuset till Citizen Kane.
Från 1940-talet började John Houseman som filmproducent.
Houseman gjorde karriär som skådespelare från början på 1970-talet och Oscarbelönades 1973 för sin roll som den stränge juridikprofessorn Kingsfield vid Harvard i filmen/tv-serien Paper Chase – betygsjakten.

## Filmografi i urval

### Producent
- Brev från en okänd kvinna (1948)
- Julius Caesar (1953)
- Han som älskade livet (1956)
- 2 veckor i en annan stad (1962)

### Skådespelare
- Paper Chase – betygsjakten (1973)
- Tre dagar för Condor (1975)
- Snacka om deckare, alltså! (1978)
- Betygsjakten (1978–1986; TV-serie)
- My Bodyguard (1980)
- Krigets vindar (1983; TV-serie)
- Den nakna pistolen (1988; cameoroll)